# BASK Czerniowce
BASK Czerniowce (niem. Bukowinaer Allgemeiner Sport Klub Czernowitz) – rumuński klub piłkarski z siedzibą w Czerniowcach, założony wiosną 1910 przez mniejszość niemiecką, rozwiązany w 1928.

## Historia
Chronologia nazw:
- 1910—1928: BASK Czerniowce (niem. Bukowinaer Allgemeiner Sport Klub Czernowitz)

Piłkarska drużyna Danubia Czernowitz (międzynarodowy klub piłkarski) została założona w Czerniowcach 27 maja 1910 roku w wyniku fuzji klubów IFC Czerniowce oraz Danubia Czerniowce. BASK z niem. Bukowinaer Allgemeiner Sport Klub – Bukowiński Ogólnosportowy Klub, którego nazwa w języku rumuńskim („Societatea Generală de Sport Cernăuți”) została zachowana. Do BASK-u dołączyła Sarmatia Czerniowce w 1910 roku, ale w 1912 roku odeszła z nową nazwą Dorostor Sokoły, który w 1919 otrzymał nazwę Polonia Czerniowce.
W czerwcu 1928 roku BASK został rozwiązany.

## Inne
- Danubia Czerniowce
- IFC Czerniowce
- Jahn Czerniowce
- Polonia Czerniowce